# Kuh Lahru
Kuh Lahru (persisch كوه لهرو, auch romanisiert als Kūh Lahrū) ist ein iranisches Dorf in der Provinz Hormozgan. Es liegt in der Region Poshtkuh-e Shamil. Administrativ befindet es sich im Landkreis Schamil im Bachsch Schamil im Verwaltungsbezirk Bandar Abbas. Bei der Volkszählung 2006 betrug die Einwohnerzahl 161 in 39 Familien. Kuh Lahru bedeutet Kuh (Berg) auf Persisch und Lahru oder Lahro (Heimat) in der Garmsiri-Sprache.